# Coppa del Presidente degli Emirati Arabi Uniti 1974-1975
La Coppa del Presidente degli Emirati Arabi Uniti 1974-1975 è stata la prima edizione della competizione a cui hanno preso parte 12 squadre da tutti gli Emirati Arabi Uniti.

## Squadre partecipanti
- Shabab Al-Ahli
- Al-Wasl
- Ajman
- Al-Shabab
- Abu Dhabi Club
- Sharjah
- Al-Ain
- Al-Shaab
- Emarat FC
- Al Arabi
- Al-Jazira
- Al-Nasr

## Finale
| Abu Dhabi 11 aprile 1975, ore 19:35                               | Al-Ahli Dubai | 2 – 0 | Al-Nasr | Dubai Stadium (1.794 spett.) |
| \| \| \| \| \| Mohamed Salim 36’ Ahmed Esa 58’ \| Marcatori \| \| |               |       |         |                              |
|                                                                   |               |       |         |                              |
| Mohamed Salim 36’ Ahmed Esa 58’                                   | Marcatori     |       |         |                              |